# پیچز (ترانه کای)
«پیچز» (انگلیسی: Peaches) ترانه‌ای از خواننده اهل کره جنوبی، کای از دومین آلبوم چندآهنگهٔ او با همین نام است. این ترانه توسط اس‌ام انترتینمنت به عنوان تک‌آهنگ آغازین این آلبوم چندآهنگه در ۳۰ نوامبر ۲۰۲۱ منتشر شد.

## پس‌زمینه و انتشار
در ۲۶ اکتبر ۲۰۲۱، اس‌ام انترتینمنت اعلام کرد که کای دومین آلبوم چندآهنگهٔ خود را در نوامبر ۲۰۲۱ منتشر خواهد کرد. در ۱۱ نوامبر گزارش شد که نام دومین آلبوم چندآهنگهٔ کای، پیچز است و در ۳۰ نوامبر ۲۰۲۱ منتشر خواهد شد. این ترانه به همراه آلبوم چندآهنگه و موزیک ویدئوی خود در ۳۰ نوامبر منتشر شد. دو ورژن ریمیکس از این ترانه توسط اسکریم رکوردز در ۲۴ فوریه ۲۰۲۲ منتشر شد.

## جدول‌های موسیقی
| جدول (۲۰۲۱)                                   | بالاترین جایگاه |
| --------------------------------------------- | --------------- |
| کره جنوبی (گائون)                             | ۷۳              |
| ترانه‌های دیجیتال جهانی ایالات متحده (بیلبورد) | ۱۳              |

## تاریخچه انتشار
| منطقه | تاریخ          | فرمت                  | ورژن     | ناشر(ها)    |
| ----- | -------------- | --------------------- | -------- | ----------- |
| مختلف | ۳۰ نوامبر ۲۰۲۱ | دانلود دیجیتال استریم | اریجینال | اس‌ام        |
| مختلف | ۲۴ فوریه ۲۰۲۲  | دانلود دیجیتال استریم | ریمیکس   | اس‌ام اسکریم |